# Mieczysław Andrzejewski
Mieczysław Andrzejewski (ur. 23 listopada 1884 w Kobylinie, zm. 1940) – komendant Polskiej Organizacji Wojskowej Zaboru Pruskiego, powstaniec wielkopolski, kapitan Wojska Polskiego, kawaler Orderu Virtuti Militari.

## Życie
Urodził się 27 listopada 1884 w Kobylinie, pow. krotoszyński, w rodzinie kupca Wincentego i Marii z Radowiczów. Ukończył sześcioklasową szkołę w Żerkowej i Gimnazjum Fryderyka Wilhelma w Poznaniu. W latach 1900–1901 ukończył 6 semestrów z zakresu agronomii, geodezji i melioracji rolnych w Akademii Rolniczej w Poppelsdorf k. Bonn. Odbył praktykę w przedsiębiorstwie melioracji rolnej w Heynau (obecnie Chojnów) na Dolnym Śląsku. W tym czasie organizował gniazdo Towarzystwa Gimnastycznego „Sokół” w Bochum. W latach 1904–1905 zajmował stanowisko inżyniera magistrackiego w Szczecinie. Kontynuował także swoją działalność w „Sokole”, razem z Karolem Rzepeckim założył tam w 1905 gniazdo organizacji. W latach 1906–1907 odbył roczną służbę wojskową w 2 pułku grenadierów w Szczecinie. W latach 1908–1913 pracował w Poznaniu. Od 1913 prowadził własne przedsiębiorstwo w Poznaniu z filiami w Ostrowie Wielkopolskim i Wieluniu.
Podczas I wojny światowej służył w armii niemieckiej, najpierw na froncie zachodnim walczył m.in. pod Verdun i został dwukrotnie ranny. Od 1916 służył najpierw na froncie włoskim, następnie rumuńskim i rosyjskim. W maju 1918 przeniesiony do Poznania. Od września 1918 członek POW zaboru pruskiego. Od 14 listopada 1918 sprawował po Wincentym Wierzejewskim funkcję komendanta POW, podlegając ppor. Mieczysławowi Paluchowi, odpowiedzialnego za sprawy POW ZP w Komisariacie Naczelnej Rady Ludowej. Przyczynił się do zorganizowania tzw. oddziału wywiadowczo-wykonawczego, który kierował członków organizacji do formowania oddziałów Służby Straży i Bezpieczeństwa. Brał udział w zajmowaniu koszar i dworca głównego w Poznaniu i stacji lotniczej na Ławicy. 7 lutego 1919 mianowany ppor. przez Komisariat NRL.
Po powstaniu wielkopolskim adiutant Wojciecha Korfantego, komisarza NRL, a od kwietnia 1919 instruktor POW Górnego Śląska. Wziął czynny udział w I powstaniu śląskim, w szeregach Bytomskiego Pułku Strzelców. Służył w Wojsku Polskim jako dowódca kompanii w 8 pułku strzelców wielkopolskich w 62. pułku piechoty (VIII 1919 – IV 1920), uczestniczył z nim w zajmowaniu Pomorza Gdańskiego, m.in. Nakła i Bydgoszczy. Następnie został zastępcą dowódcy 2 batalionu w 59 pułku piechoty. Brał udział w ofensywie wojsk polskich na Kijów, następnie w działaniach odwrotowych. 23 lipca 1920 ciężko ranny nad ujściem rzeki Szczary do Niemna podczas kierowania kontratakiem swego baonu. Po leczeniu w szpitalu wrócił do 8 pułku strzelców wielkopolskich. 31 marca 1922 r. zwolniony do rezerwy w stopniu kapitana, kierował poniemieckim majątkiem Udzierz (pow. Świecie). W 1928 pracował jako prokurent w firmie Związkowa Centrala Maszyn w Poznaniu. W latach 30. pracował także jako klasyfikator gruntów Pomorskiej Izby Skarbowej w Grudziądzu.
10 stycznia 1921 ożenił się z Zofią z Jasińskich. Zmarł w 1940.

## Ordery i odznaczenia
- Krzyż Srebrny Orderu Wojskowego Virtuti Militari – 8 kwietnia 1921 „za walki z niemcami w Poznańskiem”[7][8]
- Krzyż Niepodległości (19 czerwca 1938)[9]
- Krzyż Walecznych (dwukrotnie)
- Srebrny Krzyż Zasługi (24 grudnia 1928)[10]